# Manuel de Montsuar i Mateu

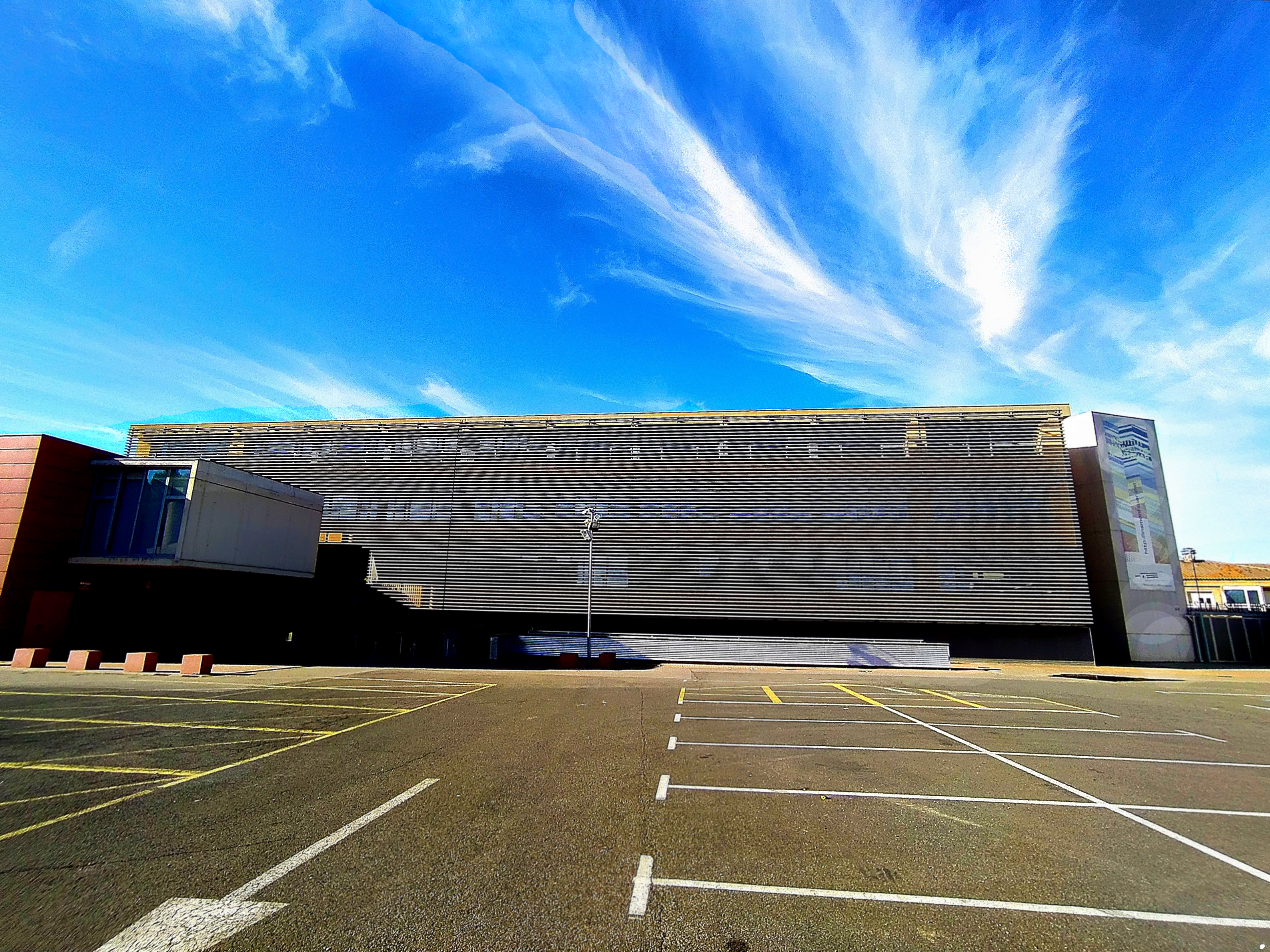
IES Manuel de Montsuar a Lleida

Manuel de Montsuar (Lleida, aprox. 1410 - 29 d'octubre de 1491) va ser el vint-i-vuitè president de la Generalitat de Catalunya entre els anys 1461 i 1464, nomenat el 22 de juliol de 1461.
Actualment a la ciutat de Lleida existeix un institut d'ESO dedicat a ell, amb el nom de: Institut Manuel de Montsuar.

## Biografia
Estudià lleis a la Universitat de Lleida, on començà la carrera eclesiàstica. Aviat passa a Girona com a canonge i es relacionà amb Jaume de Cardona i de Gandia, president en el trienni 1443-46. Es traslladà a estudiar a la Universitat de Bolonya i des d'allí tornà a la seva terra com a canonge degà de la seu de Lleida (1450-1491).
Era canonge degà de la seu de Lleida (1450-1491) i administrador apostòlic en seu vacant (1460-1461). Participà en les Corts de Barcelona (1454), en les Corts de Lleida (1460) i a les Corts de Montsó (1469).
Durant les Corts de Lleida (1460) va ser l'hoste del rei Joan II, qui residia al palau episcopal, la qual cosa va comportar que el lloctinent Carles de Viana recomanés als diputats que fos retirat com a candidat. No obstant aquestes pressions, l'elecció del braç eclesiàstic de 1461 fou per a Manuel de Montsuar.
Ja com a president, es manifestà antijoanista i defensa la causa de Carles de Viana en contra de les pressions de Pero Ximénez de Urrea, entre d'altres. El príncep mor prematurament el 23 de setembre de 1461. El 25 d'abril de 1462 se salvà d'un complot de la Busca barcelonina per detenir als diputats. S'inicia la guerra civil catalana.
Els esdeveniments comencen a favor de les tropes reials que compten amb el suport de Lluís XI de França. Com a màxim responsable polític i militar, cerca suports interiors i la desarticulació de les forces opositores: el partit buscari i els remences. En no obtenir els resultats desitjats, el Consell comença a oferir el Principat a candidats que, 50 anys després de Casp, poden, ni que sigui molt indirectament, tenir algun dret a regnar Catalunya. Primer s'ofereix a Enric IV de Castella en agost de 1462 qui ho rebutjà per haver arribat a un acord amb Joan II i Lluís XI. A continuació se li proposà a Pere de Portugal qui acceptà i arribà a Barcelona el 21 de gener de 1464.
Hagué de patir que el 1463 el diputat Bernat Saportella de l'estament nobiliari o militar es passés al bàndol reialista i constituís una Generalitat paral·lela amb seu a Tarragona, de la que en fou únic diputat.
El CRAI Biblioteca de Fons Antic de la Universitat de Barcelona conserva una obra que va formar part de la biblioteca personal de Montsuar, així com un exemple de les marques de propietat que van identificar els seus llibres al llarg de la seva vida.